# Elzunia judsoni
Elzunia judsoni är en fjärilsart som beskrevs av Fox 1956. Elzunia judsoni ingår i släktet Elzunia och familjen praktfjärilar. Inga underarter finns listade i Catalogue of Life.